# Ondřejov u Pelhřimova
Ondřejov (deutsch Andreasdorf) ist eine Gemeinde in Tschechien. Sie liegt fünf Kilometer südwestlich von Pelhřimov und gehört zum Okres Pelhřimov. 

## Geographie
Ondřejov befindet sich in der Böhmisch-Mährischen Höhe am rechten Hang des Hejlovkatales. Nordwestlich liegt der von der Hejlovka gespeiste Stausee Hejlovký rybník, im Norden erhebt sich der Hejlov (609 m). Die Kuppe des im Südosten gelegenen Hügels Zelený vrch wurde durch einen Steinbruch weitgehend abgebaut. Durch Ondřejov führt die Staatsstraße 34 / E 551 zwischen Pelhřimov und Jindřichův Hradec.
Nachbarorte sind Vlásenice im Norden, Holákov, Myslotín und Vokov im Nordosten, Rynárec im Osten, Libkova Voda im Südosten, Ústrašín und Bor im Südwesten, Lhotka, Myslov und Chmelná im Westen sowie Částkovice im Nordwesten.

## Geschichte
Die erste urkundliche Erwähnung von Ondřejov stammt aus dem Jahre 1406. Zu dieser Zeit bestand der Ort aus einem Anwesen, das der Herrschaft Lhotka untertänig war.
Nach 1900 begann der Granitabbau auf dem Zelený vrch.
Seit 1990 ist Ondřejov wieder selbständig, zuvor war der Ort nach Božejov eingemeindet. Größtes Unternehmen des Dorfes ist der von der tschechischen Tochtergesellschaft der STRABAG SE, Kamenolomy ČR s.r.o., betriebene Steinbruch, dessen Reserven noch bis 2050 reichen.

## Gemeindegliederung
Für die Gemeinde Ondřejov sind keine Ortsteile ausgewiesen.

## Sehenswürdigkeiten
- Kapelle am Dorfplatz